# Rai 1
Rai 1 är italienska RAI:s huvudkanal och den mest sedda kanalen i Italien. Kanalen hette från början Programma Nazionale och senare Rete 1 tills namnet byttes till det nuvarande 1982.[källa behövs] Kanalen lanserades 3 januari 1954.
Från början sände kanalen bara utbildningsprogram utan några som helst reklamavbrott, bortsett från det mycket populära Carosello. Sändningar under början av kanalens existens sändes delvis för att lära ut ett gemensamt språk efter andra världskriget.[källa behövs]